# Muhlenbergia rigida
Muhlenbergia rigida är en gräsart som först beskrevs av Carl Sigismund Kunth, och fick sitt nu gällande namn av Carl Sigismund Kunth. Muhlenbergia rigida ingår i släktet muhlygräs, och familjen gräs. Inga underarter finns listade i Catalogue of Life.